# Emmanuel Goldstein
Emmanuel Goldstein is een personage uit de dystopische roman 1984 van de Britse schrijver George Orwell.
Goldstein, van wie het gerucht gaat dat hij ooit een hoge functie in de allesoverheersende Partij zou hebben gehad, is in het boek de tegenhanger van Grote Broer (Big Brother), het fictieve gezicht van de Partij. Hij wordt genoemd als de stichter van het Broederschap, die erop gericht is de ondergang van de Partij te bewerkstelligen. Hij is  staatsvijand nummer 1 en de schrijver van 'Goldsteins boek', een clandestien werk dat als werkelijke titel blijkt te hebben: Theorie en praktijk van het oligarchisch collectivisme. De roman bevat een aantal stukken uit Goldsteins boek, zoals dat gelezen wordt door Winston Smith, het hoofdpersonage van de roman. Goldstein legt in zijn boek onder andere uit hoe de totalitaire staat Oceanië, waarin het verhaal zich afspeelt, is ontstaan.
Onduidelijk is of Goldstein wel echt bestaat, of dat hij een door de Partij bedacht middel is om een vijandbeeld te scheppen en daarmee de liefde voor de Partij en voor Big Brother te bevorderen. Of Goldsteins boek ook daadwerkelijk van hem afkomstig is, is daarom twijfelachtig, temeer daar Winston Smith het boek van O'Brien kreeg, die feitelijk agent is van de Denkpolitie en hem in de val lokte.  Zoals Goldstein wellicht is verzonnen, zo kan het boek eveneens door partijfunctionarissen geschreven zijn, en kan de inhoud zowel waar als onwaar zijn. Dit maakt op zich weinig uit, want uiteindelijk wordt Winston gedwongen te erkennen dat slechts de Partij bepaalt wat waar en niet waar is.
De dagelijkse Twee Minuten Haat die om 11 uur 's morgens plaatsvindt, zijn dan ook tegen hem gericht. Tijdens deze twee minuten wordt een portret van Goldstein getoond op de overal aanwezige teleschermen.
In kritieken over 1984 worden parallellen getrokken met het Rusland van Stalin, waarin Big Brother Stalin zou voorstellen en Goldstein zou staan voor Leon Trotski. Evenals Trotski is Goldstein een joodse intellectueel die ooit een hoge functie binnen de Partij had bekleed en hier na een machtsstrijd uit verwijderd is. De demonisering van Nixon en van Osama bin Laden is nadien wel vergeleken met Godstein, temeer daar Bin Laden lange tijd ongrijpbaar en onvindbaar was, hetgeen een rechtvaardiging voor de War on Terror was.